# Happy Birthday, Mr. President

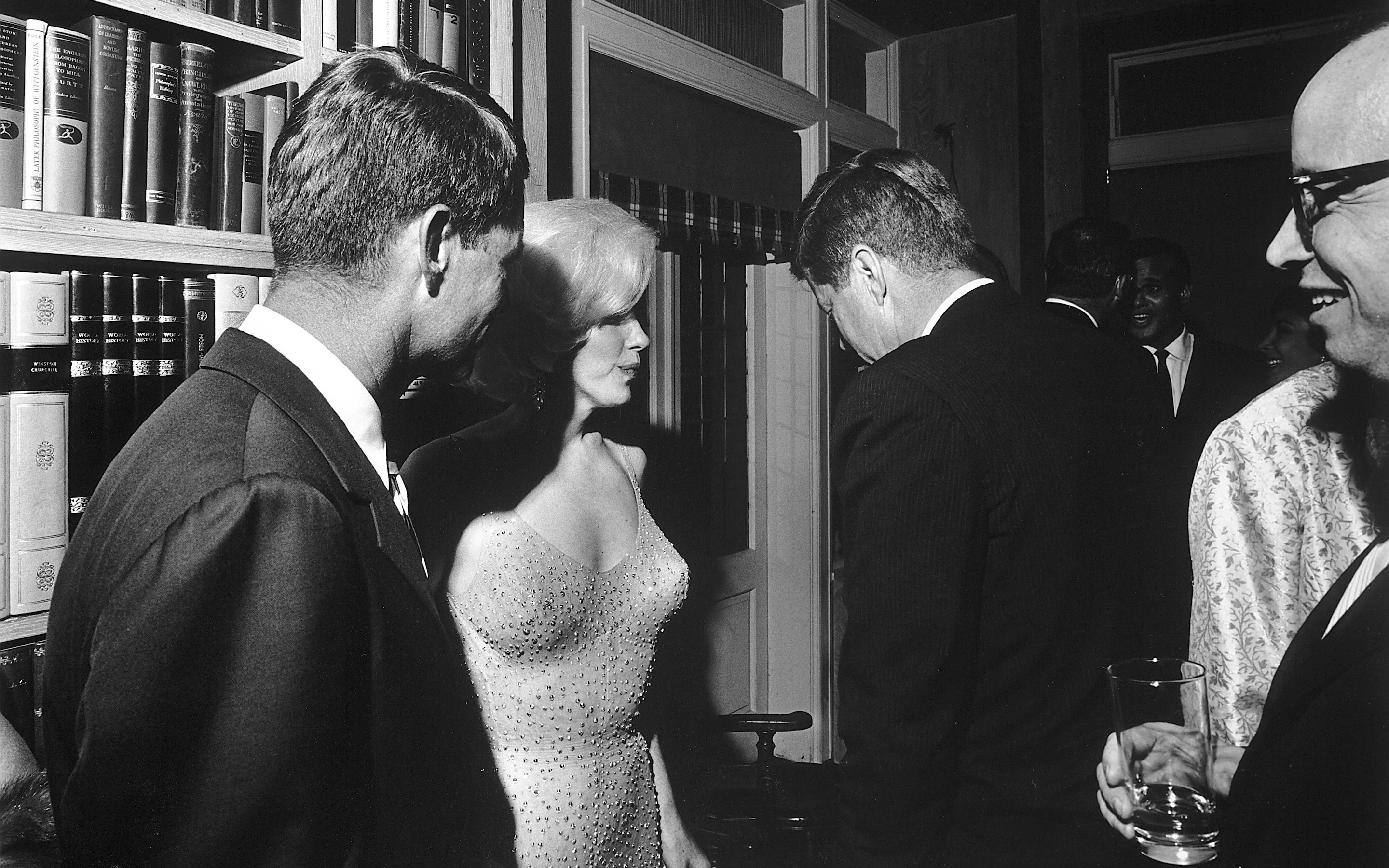
Marilyn Monroe, president Kennedy en Robert Kennedy na Marilyns optreden

Happy Birthday, Mr. President is het lied dat de Amerikaanse actrice Marilyn Monroe op zaterdag 19 mei 1962, tien dagen voor zijn feitelijke verjaardag, zong voor president John F. Kennedy in Madison Square Garden, waar de vijfenveertigste verjaardag van de president werd gevierd. De viering werd groots aangepakt en er waren rond de 15.000 gasten aanwezig, waaronder vele celebrities. Jacky Kennedy, de vrouw van de president, was niet aanwezig.

## Achtergrond
Peter Lawford, een zwager van Kennedy, die optrad als ceremoniemeester, kondigde Monroes komst diverse keren aan, waarna het podium leeg bleef. Dit was bedoeld als een toespeling op het feit dat Monroe de reputatie had overal te laat te komen. Toen Monroe uiteindelijk verscheen, kondigde Lawford Monroe daarom aan als the late Marilyn Monroe. Monroe was gekleed in een jurk die zo strak zat dat ze er letterlijk ingenaaid had moeten worden. De jurk was bezet met strass. Ze zong Happy Birthday met een zwoele stem en vervolgens nog een - speciaal voor de gelegenheid geschreven - lied op de melodie van Thanks for the Memory
Thanks, Mr. President
For all the things you've done
The battles that you've won
The way you deal with U.S. Steel
And our problems by the ton
We thank you so much
Na Monroes optreden verscheen president Kennedy op het toneel. Hij zei dat hij zich nu met een gerust hart uit de politiek kon terugtrekken, after having had Happy Birthday sung to me in such a sweet, wholesome way.
De jurk die Marilyn Monroe die avond droeg, werd in 1999 in New York geveild voor 1,26 miljoen dollar. In 2016 werd de jurk van Monroe voor een bedrag van ongeveer 5 miljoen dollar verkocht aan het museum Ripley’s Believe It Or Not in Orlando. In 2022 droeg Kim Kardashian de jurk van Monroe waarna door middel van foto’s te zien was dat de jurk zwaar beschadigd was geraakt.